# Sedanstraße/Lister Meile (Stadtbahn di Hannover)
La stazione di Sedanstraße/Lister Meile è una stazione sotterranea della Stadtbahn di Hannover, posta sotto la strada pedonale Lister Meile.

## Movimento
La stazione è posta sul tracciato A, ed è servita dalle linee 3, 7 e 9.